# Adam Rose
Ray Leppan (Johannesburg, 20 luglio 1979) è un ex wrestler sudafricano.
È stato sotto contratto con la WWE, dove lottava con il ring name Adam Rose. In precedenza era noto ad NXT come Leo Kruger.

## Carriera

### Sudafrica
Leppan inizia ad allenarsi sotto la guida di Paul Lloyd Sr., padre di Justin Gabriel con il quale Leppan è molto amico. Dopo di che inizia a lottare nella AWF, dove combatte per 5 mesi con il nome di Ray Bourne. Nel 2005 combatte nella federazione di Lloyd, la World Wrestling Professional, dove, si scontra con Ares, Joe E Legend, Justin Gabriel e Fury. Nel 2007, sconfigge Tornado conquistando il WWP World Heavyweight Championship.
La sua ultima apparizione in Sudafrica è datata 31 luglio 2009 alla Ananzi Pro Wrestling Academy dove tiene un promo semi-shoot sulle politiche nel wrestling sudafricano.

### World Wrestling Entertainment

#### Florida Championship Wrestling (2010–2012)
Leppan firma un contratto di sviluppo con la World Wrestling Entertainment (WWE) e viene mandato in FCW per ulteriore allenamento. Fa il suo debutto sul ring con il nome di Ray Leppan il 25 febbraio 2010, subendo una sconfitta per mano di Curt Hawkins. L'11 marzo, subisce una sconfitta per mano di Eli Cottonwood. La settimana successiva cambia nome in Leo Kruger, ma viene ancora sconfitto da Johnny Curtis. Ottiene la sua prima vittoria il 25 marzo, sconfiggendo Jacob Novak. Dopo un iniziale periodo da lottatore, Kruger viene promosso al ruolo di commentatore e ci rimane per quasi tutto il 2010. Torna sul ring nel gennaio 2011 e nei tapings del 28 aprile, Kruger perde il match che decretava i primi sfidanti agli FCW Florida Tag Team Championship insieme a Rick Victor contro Hunico ed Epico. Inoltre, nei tapings FCW del 19 maggio, Kruger partecipa al Fatal 4-Way match valido per l'FCW Florida Heavyweight Championship contro il campione Lucky Cannon, Bo Rotundo e Richie Steamboat. Il match viene vinto da Rotundo che conquista la cintura. Nei tapings del 21 luglio, Kruger sconfigge Bo Rotundo in un Lumberjack Match ma tre settimane dopo, fallisce l'assalto al titolo FCW perdendo contro Bo Rotundo. Il 1º settembre, Kruger partecipa al torneo per decretare il nuovo campione FCW: riesce a qualificarsi per la finale sconfiggendo Percy Watson e, in finale, sconfigge Damien Sandow, Dean Ambrose e Husky Harris in un Fatal 4-Way conquistando l'FCW Florida Heavyweight Championship. Perde il titolo FCW il 2 febbraio, quando a sottrarglielo è Mike Dalton. Continua a combattere nella FCW fino all'agosto 2012, quando la federazione chiude e tutti i talenti vengono spostati ad NXT Wrestling.

#### NXT(2012–2014)
Kruger debutta nel luglio 2012 ad NXT, sconfiggendo Aiden English. Nel suo secondo match, il 18 luglio, è ancora vittorioso contro Richie Steamboat. Tuttavia, perde contro quest'ultimo nel primo round del torneo per decretare il primo NXT Champion. Il 5 settembre, sconfigge Percy Watson in un match durato pochissimo tempo. Da questo match in poi, Kruger si presenterà con una nuova gimmick da bracconiere psicopatico: inizia a combattere con uno stile molto più aggressivo rispetto a prima, prendendo anche a testate il ring e tirandosi i capelli durante i match. Il 26 settembre, batte Jake Carter, Dante Dash e Trent Baretta, salvo perdere contro Tyson Kidd.
Durante la prima puntata di NXT del 2013, Kruger fa coppia con Kassius Ohno, sconfiggendo gli International Airstrike qualificandosi per il torneo per decretare i primi NXT Tag Team Champions. Battono Alex Riley e Derrick Bateman al primo turno perde in semifinale contro Adrian Neville e Oliver Grey.
Nella puntata del 17 luglio, Kruger batte Antonio Cesaro e Sami Zayn diventando il primo contendente all'NXT Championship detenuto da Bo Dallas, ma viene sconfitto dal campione. Nella prima puntata di NXT del 2014 perde un 2 Out of 3 Falls Match contro Sami Zayn.

#### Roster principale (2014–2016)

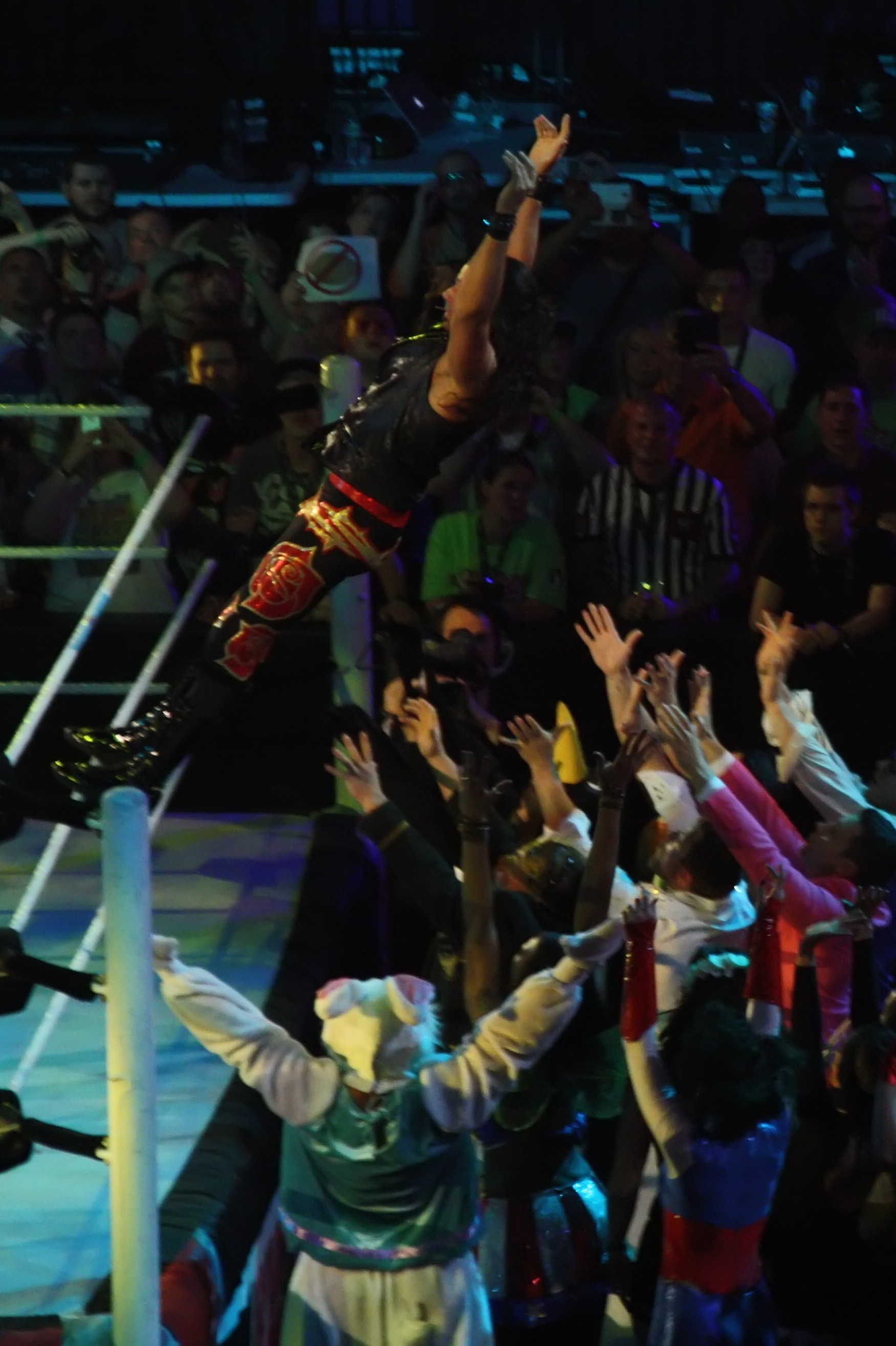
Adam Rose si lancia sui suoi "Rosebunds" nel 2014

Nella puntata del 5 marzo appare sotto il nome di Adam Rose e con una nuova gimmick. Batte facilmente Wesley Blake. Nella puntata di Raw del 7 aprile 2014 compaiono le prime vignette di Adam Rose, che spiega la propria filosofia di vita "it's party time all the time". Il 5 maggio 2014 esordisce a Raw interrompendo un segmento di Zeb Colter e buttando fuori dal ring Jack Swagger. La settimana dopo, Colter lo sfida ad un match, ma viene attaccato alle spalle da Swagger, riuscendo però a contrattaccare. Il 20 giugno a SmackDown sconfigge Titus O'Neil. Rose fa la sua prima apparizione in un pay-per-view, ovvero in quel di Money in the Bank, dove sconfigge Damien Sandow. Nella puntata di SmackDown dell'11 luglio sconfigge Fandango. Nel Kickoff di Battleground, batte Fandango. Nella puntata di Superstars del 25 luglio sconfigge Heath Slater. Dopo un periodo di assenza torna nella puntata di Raw del 1º settembre sconfiggendo Titus O'Neil. Nella puntata del quindicesimo anniversario di SmackDown svoltasi il 10 ottobre, Adam Rose subisce la prima sconfitta da quando ha debuttato nel Main Roster per mano di Kane. Nella puntata del 22 dicembre perde contro R-Truth e successivamente conferma il turn heel attaccando The Bunny ed andandosene da solo verso il backstage. Nella puntata di SmackDown del 31 ottobre, viene sconfitto da R-Truth, dopo il match, The Bunny viene attaccato da Rose. Alle Survivor Series, fa coppia con Bunny sconfiggendo Heath Slater e Titus O'Neil. Il 22 dicembre a Raw, perde ancora contro R-Truth, dopo il match conferma il suo Turn Heel attaccando nuovamente Bunny. Alla Royal Rumble, partecipa al Royal Rumble match, non riuscendo a vincere. A WrestleMania 31, prende parte alla seconda Battle Royal in memoria di André the Giant, ma viene eliminato. Nella puntata di Raw del 27 aprile, sconfigge Fandango, dopo che Rosa Mendes, travestitasi da Rosebuds aveva distratto Fandango, dopo il match Rose e la Mendes si baciano. Nella puntata di Main Event del 5 maggio, sconfigge Zack Ryder. Nella puntata di Main Event del 26 maggio, viene sconfitto da Neville.

#### The Social Outcasts e rilascio (2016)
Nella puntata di Raw del 4 gennaio forma una stable con Heath Slater, Curtis Axel e Bo Dallas nota come The Social Outcasts. Il 16 aprile 2016 è stato sospeso con effetto immediato per sessanta giorni in seguito alla violazione del WWE Wellness program.
L'11 maggio viene arrestato in Florida, essendo accusato di alterazione di testimonianza e violenza domestica. Il giorno dopo, in seguito all'accaduto, viene sospeso dalla WWE a tempo indeterminato.
Il 23 maggio 2016 chiede ed ottiene il rilascio dalla federazione.

#### Circuito indipendente e ritiro (2016–2019)
Dopo aver combattuto nel circuito indipendente, Rose ha annunciato il ritiro dal mondo del wrestling il 18 marzo 2019.

## Personaggio

### Mosse finali
- Come Adam Rose
  - Party Foul (Snapmare Driver)
- Come Leo Kruger
  - GC3 (Inverted keylock)
  - Kruger End (Hangman's facebuster)
  - Sleeper hold – FCW
  - Slice (Lariat)

### Soprannomi
- "South African Super Studd"
- "The Ultimate Party Animal"
- "The Ultimate Party Pooper"
- "The Exotic Express"

### Musiche d'ingresso
- "Hot House" degli Extreme Music (FCW; 2010)
- "Excessive Testosterone" di Joseph Saba & Stewart Winter (FCW; 2011)
- "Grand March from Aida" di Harry Edwards (NXT; 2012)
- "Medieval Rock 2" degli No Straw Dogs Library (NXT; 2012–2013)
- "Let It Go" di Extreme Music Library (NXT; 2013)
- "Break Away" di Jim Johnston (WWE; 2014–2016)
- "Outcast" dei CFO$ (WWE; 4 gennaio 2016–23 maggio 2016; usata come membro dei Social Outcasts)

## Titoli e riconoscimenti
- Atomic Wrestling Entertainment
  - AWE Heavyweight Championship (1)
- Blue Water Championship Wrestling
  - BWCW Heavyweight Championship (1)
- Championship International Wrestling
  - CIW Heavyweight Championship (1)
- Florida Championship Wrestling
  - FCW Florida Heavyweight Championship (2)
- Pro Wrestling Illustrated
  - 77º tra i 500 migliori wrestler singoli secondo PWI 500 (2012)
- World Wrestling Professional
  - WWP World Heavyweight Championship (1)
- Wrestling Observer Newsletter
  - Worst Gimmick (2014)